# Commissario europeo per lo sviluppo
Il Commissario europeo per lo sviluppo è un membro della Commissione europea. La carica è ricoperta dal 1° dicembre 2024 dal ceco Jozef Síkela.

## Competenze
Il Commissario si occupa della promozione dello sviluppo nelle regioni del mondo economicamente più arretrate.
Al Commissario per lo sviluppo fa capo la Direzione generale per lo sviluppo, attualmente diretta dal greco Fokion Fotiadis.

## Il commissario attuale
La carica è attualmente ricoperta da Jozef Síkela.

## Cronologia
| Commissario           | Nazionalità | Commissione                                                | Durata           | Incarico                                                                |
| --------------------- | ----------- | ---------------------------------------------------------- | ---------------- | ----------------------------------------------------------------------- |
| Robert Lemaignen      | Francia     | Commissione Hallstein                                      | 1958 - 1962      |                                                                         |
| Henri Rochereau       | Francia     | Commissione Hallstein, Commissione Rey                     | 1962 - 1970      |                                                                         |
| Jean-François Deniau  | Francia     | Commissione Rey                                            | 1967 - 1970      | Commercio estero, allargamento e assistenza ai paesi in via di sviluppo |
| Jean-François Deniau  | Francia     | Commissione Malfatti                                       | 1970 - 1972      | Relazioni esterne e aiuto allo sviluppo                                 |
| Jean-François Deniau  | Francia     | Commissione Mansholt                                       | 1972 - 1973      | Affari esteri e sviluppo                                                |
| Claude Cheysson       | Francia     | Commissione Ortoli, Commissione Jenkins, Commissione Thorn | 1973 - 1981      | Sviluppo                                                                |
| Edgard Pisani         | Francia     | Commissione Thorn                                          | 1981 - 1985      | Sviluppo                                                                |
| Lorenzo Natali        | Italia      | Commissione Delors I                                       | 1985 - 1989      | Cooperazione e sviluppo e allargamento                                  |
| Manuel Marín          | Spagna      | Commissione Delors II                                      | 1989 - 1993      | Cooperazione e sviluppo e pesca                                         |
| Manuel Marín          | Spagna      | Commissione Delors III                                     | 1993 - 1995      | Cooperazione, sviluppo e aiuti umanitari                                |
| João de Deus Pinheiro | Portogallo  | Commissione Santer                                         | 1995 - 1999      | Relazioni con gli stati ACP e il Sudafrica e Convenzione di Lomé        |
| Poul Nielson          | Danimarca   | Commissione Prodi                                          | 1999 - 2004      | Sviluppo e aiuti umanitari                                              |
| Joe Borg              | Malta       | Commissione Prodi                                          | 2004             | Sviluppo e aiuti umanitari                                              |
| Louis Michel          | Belgio      | Commissione Barroso I                                      | 2004 - 2009      | Sviluppo e aiuti umanitari                                              |
| Karel De Gucht        | Belgio      | Commissione Barroso I                                      | 2009 - 2010      | Sviluppo e aiuti umanitari                                              |
| Andris Piebalgs       | Lettonia    | Commissione Barroso II                                     | 2010 - 2014      | Sviluppo                                                                |
| Neven Mimica          | Croazia     | Commissione Juncker                                        | 2014 - 2019      | Cooperazione internazionale e Sviluppo                                  |
| Jutta Urpilainen      | Finlandia   | Commissione von der Leyen I                                | 2019 - 2024      | Partenariati internazionali                                             |
| Jozef Síkela          | Rep. Ceca   | Commissione von der Leyen II                               | 2024 - in carica | Partenariati internazionali                                             |